# Gordon Thomas Whyburn
Gordon Thomas Whyburn (* 7. Januar 1904 in Lewisville, Texas; † 8. September 1969 in Charlottesville, Virginia) war ein US-amerikanischer  Mathematiker, der sich mit der Topologie von Punktmengen beschäftigte.

## Leben
Whyburn studierte an der University of Texas in Austin Chemie (Bachelor-Abschluss 1925) und wechselte auf den Einfluss seines Lehrers Robert Lee Moore zur Mathematik, machte aber noch 1926 seinen Master-Abschluss in Chemie. 1927 promovierte er in Mathematik und war dann Adjunct Professor an der Universität Texas. 1929/30 war er als Guggenheim Fellow in Wien bei  Hans Hahn und in Warschau bei Kazimierz Kuratowski und Sierpinski. Danach war er Associate Professor an der Johns Hopkins University und ab 1934 Professor an der University of Virginia, wo er den Rest seiner Karriere blieb. Er war dort Vorsitzender der mathematischen Fakultät, trat aber 1966 nach einem ersten Herzinfarkt davon zurück. Sein Nachfolger als Dekan wurde sein Schüler Edwin E. Floyd. Whyburn war unter anderem 1952/3 Gastprofessor an der Stanford University.
Sein Bruder William Marvin Whyburn (1901–1972) war ebenfalls Mathematiker, der mit ihm in Austin studierte und später Professor an der UCLA war, spezialisiert auf gewöhnliche Differentialgleichungen.
1938 erhielt Whyburn den Chauvenet-Preis, 1951 wurde er in die National Academy of Sciences gewählt.
Seit 1925 war er mit der Mathematikerin Lucille Smith verheiratet.

## Schriften
- Analytic Topology, AMS 1942
- Topological Analysis, Princeton University Press 1958, 1964
- mit Edwin Duda: Dynamic Topology, Springer, Undergraduate Texts in Mathematics, 1979